# 吳湘亭
吳湘亭（1997年2月27日—），台灣Youtuber，畢業於國立中正大學，曾主持網路節目Koobii鬧大學，於2020年參加亞洲小姐競選台灣賽區獲得冠軍，Youtube時常分享養貓相關經驗與生活日常

## 經歷
2020年參加亞洲小姐競選台灣賽區冠軍。

## 外部連結
- 吳湘亭的Instagram帳戶